# Oberoende (politiskt parti)
Oberoende var ett lokalt politiskt parti som var registrerat för val till kommunfullmäktige i Vara kommun. Partiet var representerat i Vara kommunfullmäktige under mandatperioden 1994-1998.